# Politikåret 1868

## Händelser
- 23 april – Benjamin Disraeli efterträder Edward Geoffrey Stanley som Storbritanniens premiärminister.[1]
- 4 juni – Carl Wachtmeister efterträder Ludvig Manderström som Sveriges utrikesstatsminister.[2]
- 25 juli – Wyomingterritoriet upprättas i USA.[3]
- 3 december - William Ewart Gladstone efterträder Benjamin Disraeli som Storbritannien premiärminister.[1]

## Avlidna
- 1 juni – James Buchanan, amerikansk diplomat och politiker, representanthusledamot 1821–1831, senator 1834–1845, USA:s utrikesminister 1845–1849, USA:s president 1857–1861.

### Fotnoter
1. 1 2  ”United Kingdom” (på engelska). World Statesmen. http://www.worldstatesmen.org/United_Kingdom.html. Läst 29 juli 2015.
2. ↑  ”Sweden” (på engelska). World Statesmen. http://www.worldstatesmen.org/Sweden.html. Läst 29 juli 2015.
3. ↑  ”Wyoming” (på engelska). World Statesmen. http://www.worldstatesmen.org/US_states_V-W.html#Wyoming. Läst 29 juli 2015.